# 杂史
杂史是典志、纪传、编年之外的一种史书，包括古代的科技史、学术史、方域史、杂记和考辩等多种类型。
最早列出“杂史”这一名目的是《隋书·经籍志》，自此之后历代史部目录基本上都列有杂史一类。《隋志》杂史类称：“灵、献之世，天下大乱，史官失其常守。博达之士，愍其废绝，各记闻见，以备遗亡。是后群才景慕，作者甚众。”张之洞在《书目答问》中说“私家记录，中多碎事者入杂史”。杂史的著录颇为芜杂，但保存了较多的有价值的史料。